# Нужъялы (станция)

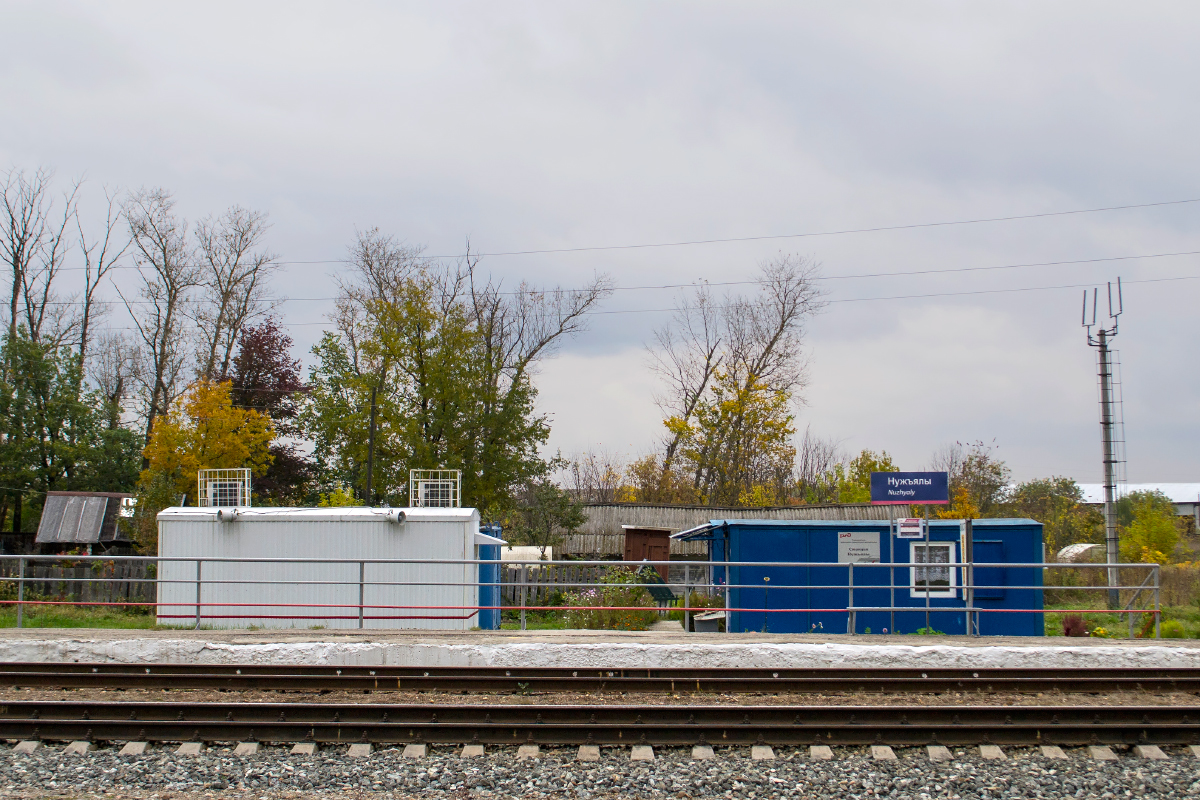
Рабочий модуль ДСП станции Нужъялы

Нужъя́лы — станция Казанского региона обслуживания Горьковской железной дороги РЖД, расположена в посёлке Нужъялы Республики Марий Эл. Находится на линии Зелёный Дол — Яранск. С 1 июля 2014 года по 3 июля 2015 года пригородные перевозки по станции не осуществлялись.

## Перспективы
Станция находится на тупиковой ветке Зелёный Дол — Яранск. В 2019 году активно обсуждалось продление ветки до Котельнича в проекте строительства отрезка Яранск — Котельнич. В начале 2020 проект перенесён в планы до 2030 года. Строительство соединит северную и южную ветку Транссибирской магистрали.